# Картонная коробка
Карто́нная коро́бка — коробка, промышленно производящаяся из картона для хранения и упаковки в неё различных товаров и материалов.
В США специалисты редко говорят просто «картон», так как термин слишком многозначен. Под словом «картон» может пониматься широкий спектр различных жёстких бумагоподобных материалов, включая кардсток, гофрокартон и другое.

## История
Картон был изобретён в Китае в XVII веке. Как утверждает Национальный зал славы игрушек, в 1817 году в Англии картонную коробку впервые произвели на продажу. В 1879 году североамериканец Роберт Гэр (англ. Robert Gair) создал первую по-настоящему эффективную картонную коробку: её можно было хранить в плоском виде и просто было собрать. Потом дизайн многократно улучшали, и в итоге коробки стали широко использовать там, где раньше нужны были трудоёмкие в производстве, тяжёлые и занимавшие много места деревянные ящики, коробки и сундуки.

## Применение
Картонные коробки широко применяются в промышленности, так как картонная коробка крепкая, лёгкая, занимает минимум места при хранении и легко и быстро собирается.

### Как игрушка
В 2005 году картонная коробка была включена в американский Национальный зал славы игрушек.
Картонная коробка (в том числе обувная) может быть ареной любых событий в игрушечном мире, использоваться как кукольный домик, игрушечный автомобиль (если приделать колёса), стать стиральной машиной, кухонной плитой, телевизором, холодильником. Из одной или нескольких картонных коробок можно создать дом или крепость. Картонная коробка может быть пещерой, космическим кораблем, подводной лодкой и многим другим. А большая картонная коробка может стать местом игры или домиком для самого ребёнка.